# Gomadingen
Gomadingen – miejscowość i gmina w Niemczech, w kraju związkowym Badenia-Wirtembergia, w rejencji Tybinga, w regionie Neckar-Alb, w powiecie Reutlingen, wchodzi w skład wspólnoty administracyjnej Münsingen. Leży w Jurze Szwabskiej, nad rzeką Lauter, ok. 15 km na południowy wschód od Reutlingen.

## Dzielnice

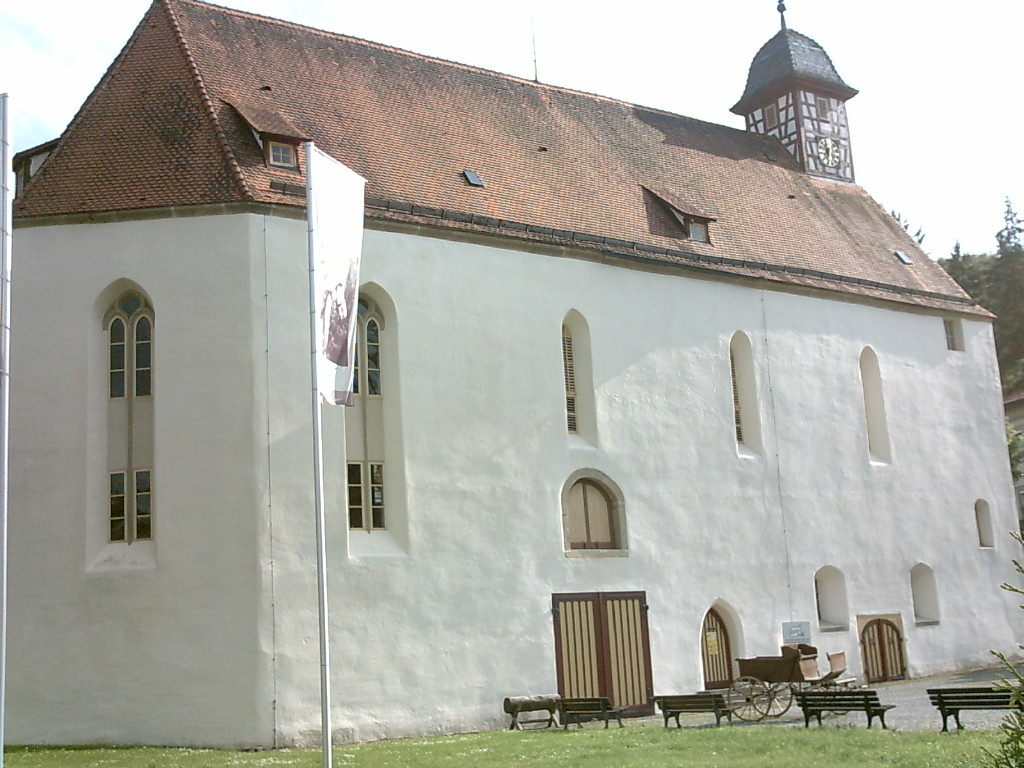
Były kościół w dzielnicy Offenhausen, obecnie Muzeum Stadniny (Gestütsmuseum)

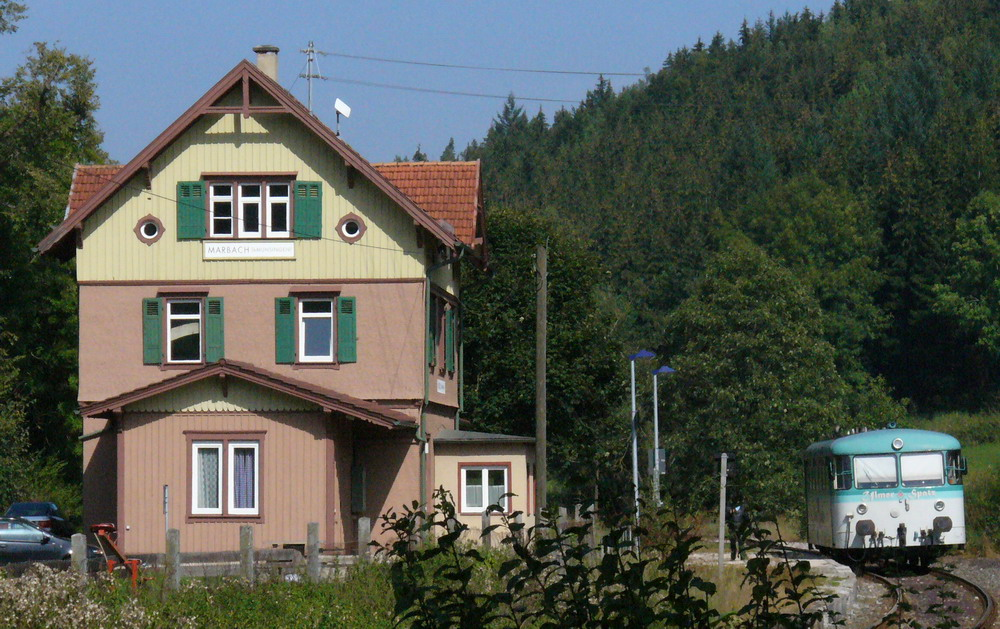
Dworzec kolejowy w dzielnicy Marbach

- Dapfen
- Gomadingen
- Grafeneck
- Marbach
- Offenhausen
- Steingebronn
- Wasserstetten.